# 1914 Star
Ne doit pas être confondu avec l’Étoile de 1914–1915.
L'Étoile de 1914 (officiellement, en anglais, 1914 Star) est une décoration militaire britannique. Elle est également connue sous l’appellation d’Étoile de Mons car de nombreux récipiendaires s’étaient battus à Mons, en Belgique.

## Historique
Cette médaille britannique a été autorisée en avril 1917 et la barrette seulement le 19 octobre 1919. Elle fut accordée au personnel des forces expéditionnaires britanniques et indiennes (y compris les médecins civils, infirmières militaires et civiles et autres personnes employées dans les hôpitaux militaires) ayant servi à terre en France ou en Belgique, entre le 5 août 1914 et minuit dans la nuit du 22 au 23 novembre 1914.
Environ 378 000 étoiles et 145 000 barrettes ont été décernées aux membres de la British Expeditionary Force.

## Description

### Barrette
[5th AUG- 22nd NOVEMBER 1914] (5 août - 22 novembre 1914). Elle fut décernée à ceux qui avaient servi au combat ou qui étaient présents en service à portée de l'artillerie ennemie en France ou en Belgique et inscrits à l'effectif des unités et des formations figurant dans les listes officielles. 
Le ruban moiré de 1,25 pouce de largeur est composé de trois bandes rouge, blanc et bleu est identique à celui de l’Étoile de 1914-15 (1914-15 Star). 
En petite tenue, la barrette est représentée par une petite rosette d'argent sur le ruban. 
Une étoile de bronze de 1,75 pouce de largeur et 2,25 pouces de hauteur. L'étoile est chargée de deux épées croisées pointes en chef dont les pointes et les poignées dépassent. 

### Avers
Le centre est chargé de trois listels portant chacun une inscription différente, AUG (pour August, août) sur le listel du haut, 1914 sur celui du milieu et NOV (pour November, novembre) sur celui du bas. 
Les trois listels sont encerclés d'une couronne de laurier de 0,75 pouce de diamètre, sur la partie inférieure de laquelle est superposé le chiffre royal GV (le V à l'intérieur du G), identification du roi George V. 

### Revers
Le revers est uni et porte souvent le numéro matricule, le grade, le nom et le nom de l'unité du récipiendaire.